# 新城镇 (仪征市)
新城镇，是中华人民共和国江苏省扬州市仪征市下辖的一个乡镇级行政单位。

## 行政区划
新城镇下辖以下地区：
新城街道社区、太平社区、桃坞村、新北村、林果村、新华村、郁桥村、三将村、冷红村、三茅村、官胜村、凌桥村、丁冲村、马坝村和周营村。